# Вернуа-сюр-Манс
Вернуа́-сюр-Манс (фр. Vernois-sur-Mance) — коммуна во Франции, находится в регионе Франш-Конте. Департамент — Верхняя Сона. Входит в состав кантона Витре-сюр-Манс. Округ коммуны — Везуль.
Код INSEE коммуны — 70548.

## География

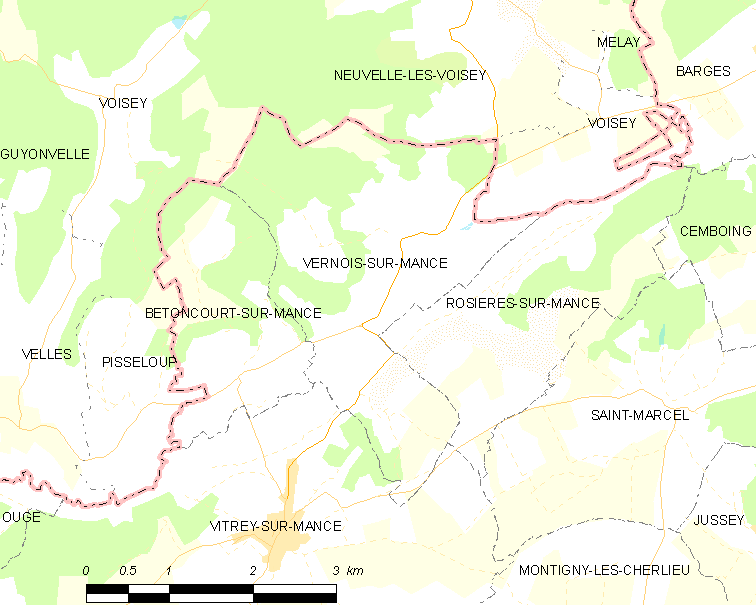
Карта коммуны

Коммуна расположена приблизительно в 280 км к юго-востоку от Парижа, в 70 км севернее Безансона, в 38 км к северо-западу от Везуля.
На юге территории коммуны протекает река Аманс и проходит канал Мулен.

## Население
Население коммуны на 2010 год составляло 170 человек.
| 1962 | 1968 | 1975 | 1982 | 1990 | 1999 | 2010 |
| ---- | ---- | ---- | ---- | ---- | ---- | ---- |
| 208  | 266  | 221  | 199  | 180  | 167  | 170  |

## Администрация
| Период | Период | Фамилия          | Партия | Примечания |
| ------ | ------ | ---------------- | ------ | ---------- |
| 2001   | 2008   | Серж Дормуа      |        |            |
| 2008   | 2014   | Паскаль Родригес |        |            |

## Экономика
В 2010 году среди 100 человек трудоспособного возраста (15—64 лет) 66 были экономически активными, 34 — неактивными (показатель активности — 66,0 %, в 1999 году было 67,0 %). Из 66 активных жителей работали 50 человек (33 мужчины и 17 женщин), безработными было 16 (6 мужчин и 10 женщин). Среди 34 неактивных 7 человек были учениками или студентами, 12 — пенсионерами, 15 были неактивными по другим причинам.